# Baborak Ensemble
Baborak Ensemble, také Baborák Ensemble, je česká hudební skupina, kterou v roce 2001 založil hornista a dirigent Radek Baborák.
Jeho členy spojuje radost ze vzájemného sdílení hudby mistrů čtyř stylových období, entusiasmus při objevování neznámých skladeb a hledání osobitého, netradičního vyznění kompozic, které jsou ensemblu dedikovány, nebo autorsky upraveny.
Jádrem komorního souboru je lesní roh a smyčcové kvarteto, hrající ve složení Dalibor Karvay a Martina Bačová – housle, Karel Untermüller – viola, Hana Baboráková – violoncello.
Již od prvních koncertů a projektů se tato formace rozšiřuje podle repertoárových a stylových potřeb jednotlivých skladeb.